# Bruce Fraser
Bruce Austin Fraser, 1. baron Fraser (Bruce Austin Fraser, 1st Baron Fraser of North Cape) (5. února 1888, Londýn, Anglie – 12. února 1981, Londýn, Anglie) byl britský admirál, významný námořní vojevůdce druhé světové války. U královského námořnictva sloužil od roku 1902 a vyznamenal se již za první světové války. V meziválečném období postupoval v hodnostech a za druhé světové války vynikl v bojích proti Německu u břehů Norska (bitva u Severního mysu). Později byl vrchním velitelem v Tichomoří a jako zástupce Velké Británie podepsal kapitulaci Japonska (2. září 1945), čímž skončila druhá světová válka. V roce 1946 byl povýšen na barona a stal se členem Sněmovny lordů. V závěru aktivní služby dosáhl u námořnictva nejvyšší hodnosti velkoadmirála (1948).

## Životopis

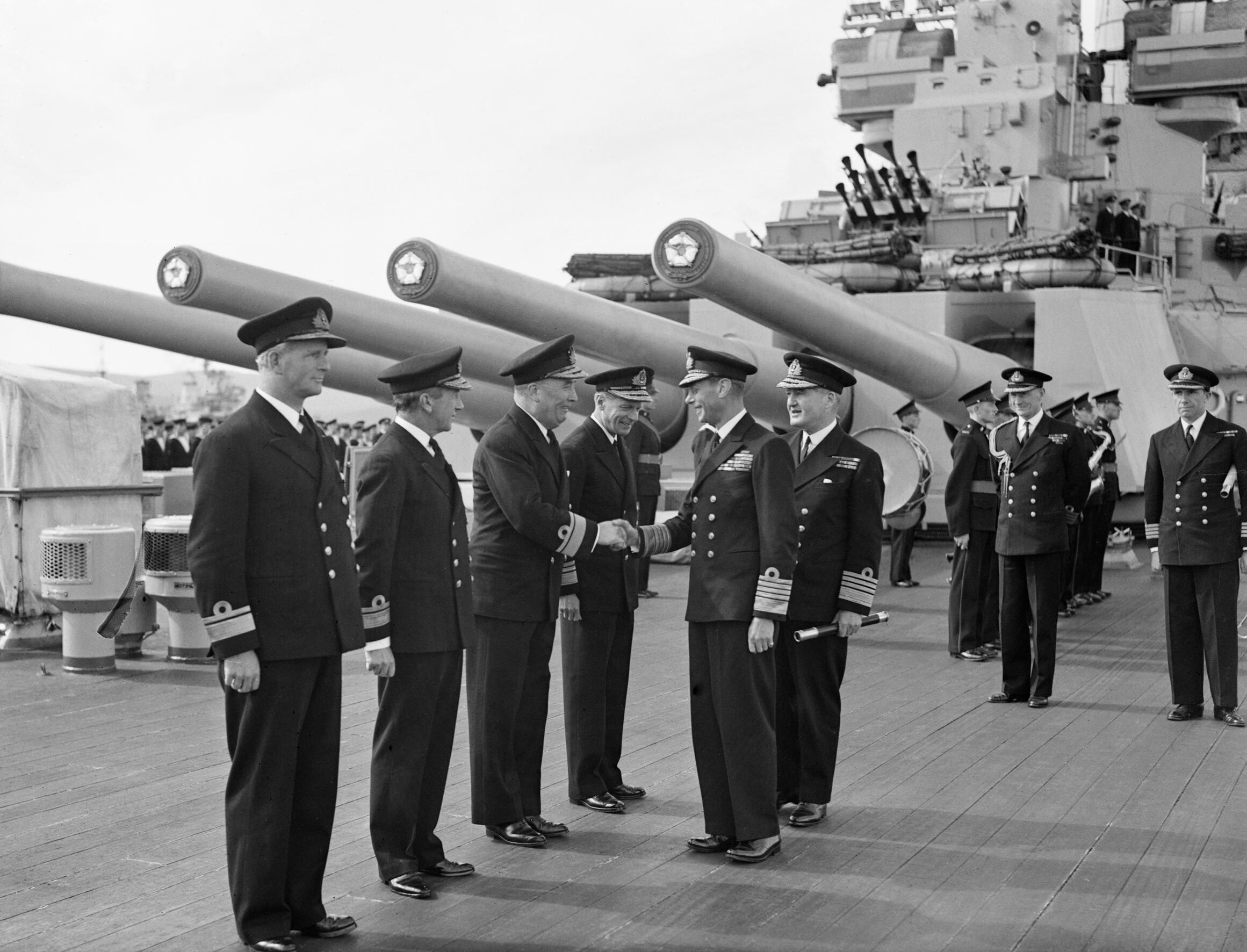
Návštěva krále Jiřího VI. na palubě bitevní lodi HMS Duke of York (1943, admirál Fraser vpravo od krále)

Narodil se v londýnské čtvrti Acton jako mladší syn z druhého manželství generála Alexandra Frasera (1824–1898), který působil v koloniích, z otcova prvního manželství měl dva starší nevlastní bratry, kteří sloužili v armádě. Do námořnictva vstoupil jako kadet v roce 1902 a již v roce 1908 byl poručíkem, později si doplnil vzdělání na námořní dělostřelecké škole. Za první světové války sloužil u loďstva Grand Fleet, vynikl jako dělostřelecký důstojník a v roce 1919 obdržel Řád britského impéria. Jako dobrovolník bělogvardějské flotily se zúčastnil ruské občanské války a v roce 1920 byl krátce v zajetí v Baku. V roce 1926 dosáhl hodnosti kapitána a v letech 1927–1929 byl ředitelem sekce pro námořní strategii na admiralitě, poté sloužil v Indickém oceánu. Ve 30. letech velel ve Středomoří a v roce 1936 krátce působil jako ředitel námořního zbrojení na admiralitě, poté byl velitelem letadlové lodi HMS Glorious. V roce 1938 byl povýšen na kontradmirála a v letech 1938–1939 byl náčelníkem námořního štábu ve Středozemním moři.
Na začátku druhé světové války se stal třetím námořním lordem a inspektorem námořnictva na admiralitě (1939–1942), v těchto funkcích koordinoval akci pronásledování německého křižníku Bismarck, v roce 1940 dosáhl hodnosti viceadmirála. V letech 1942–1943 byl vrchním velitelem loďstva Home Fleet a po vítězné bitvě u Severního mysu v prosinci 1943 byl jako rytíř Řádu lázně povýšen do šlechtického stavu. V roce 1944 dosáhl hodnosti admirála. Ve druhé polovině roku 1944 velel v Indickém oceánu (Eastern Fleet) a nakonec převzal vrchní velení v Tichém oceánu (1945–1946). Operace řídil z námořní základny v Sydney a ve spolupráci s námořnictvem Spojených států měl podíl na posledních bojích proti Japonsku. Za Velkou Británii podepsal 2. září 1945 na palubě americké lodi Missouri kapitulaci Japonska.

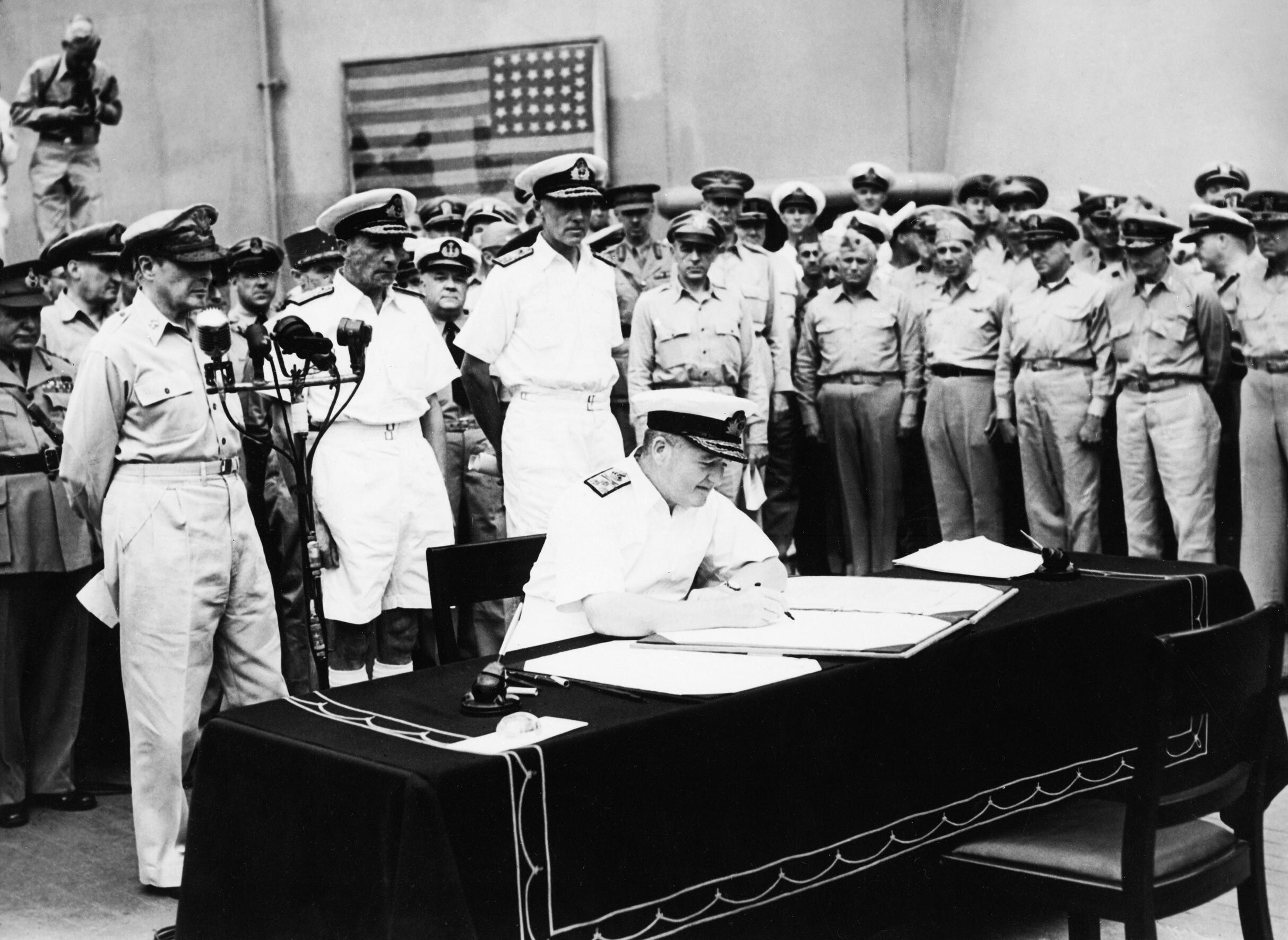
Admirál Fraser jako zástupce Velké Británie podepisuje na lodi Missouri kapitulaci Japonska (2. září 1945)

Po válce byl povýšen na barona (titul of North Cape byl odvozen od jeho nejvýznamnějšího vítězství u Severního mysu) a vstoupil do Sněmovny lordů. V letech 1946–1948 byl prvním námořním pobočníkem krále Jiřího VI. a v letech 1947–1948 velitelem v Portsmouthu. Kariéru zakončil jako první námořní lord a náčelník námořního štábu (1948–1951), v těchto funkcích se podílel na vzniku NATO. V roce 1948 dosáhl nejvyšší námořní hodnosti velkoadmirála (Admiral of the Fleet). V roce 1951 odešel do výslužby. Zemřel bez potomstva a titul barona jeho úmrtím zanikl.
Za zásluhy získal během druhé světové války řadu britských i zahraničních vyznamenání. V Británii obdržel postupně všechny stupně Řádu lázně, dále byl nositelem Řádu britského impéria. Ve Francii obdržel Válečný kříž a Řád čestné legie, za bitvu u Severního mysu mu byl udělen norský Řád sv. Olafa a sovětský Suvorovův řád.